# Зоря (Матвієвський район)
Зоря́ (рос. Заря) — селище у складі Матвієвського району Оренбурзької області, Росія.

## Населення
Населення — 68 осіб (2010; 101 у 2002).
Національний склад (станом на 2002 рік):
- мордва — 61 %